# Синьо агаве
Синьото агаве (Agave tequilana), известно и като агаве текила и мезкал е растение от семейство Зайчесянкови (Asparagaceae). Характерно за него е високото съдържание на захари. Агавето се използва за производство на текила.

## Разпространение
Видът е разпространен в песъчливите почви на щатите Халиско, Колима, Наярит и Агуаскалиентес в Мексико на надморска височина от над 1500 метра.